# Cod ATC C04
Codul ATC C04 Vasodilatatoare periferice este o parte a sistemului de clasificare anatomică, terapeutică și chimică a medicamentelor, un sistem dezvoltat de către Organizația Mondială a Sănătății (OMS) pentru clasificarea medicamentelor și a altor produse medicinale. Subgrupul C04 este o parte a grupului C Sistemul cardiovascular.
Codurile pentru preparatele de uz veterinar sunt create prin alipirea literei Q în fața codului ATC corespunzător produsului pentru uz uman; de exemplu, QC04. 

## C04AVasodilatatoareperiferice

### C04AA Derivați de 2-amino-1-fenilletanol
C04AA01 Isoxsuprină
C04AA02 Bufenină
C04AA31 Bametan

### C04AB Derivați de2-imidazolină
C04AB01 Fentolamină
C04AB02 Tolazolină

### C04ACAcid nicotinicși derivați
C04AC01 Acid nicotinic
C04AC02 Nicotinil alcool (piridilcarbinol)
C04AC03 Nicotinat de inozitol
C04AC07 Ciclonicat

### C04AD Derivați depurină
C04AD01 Pentifilină
C04AD02 Nicotinat de xantinol
C04AD03 Pentoxifilină
C04AD04 Nicotinat de etofilină
QC04AD90 Propentofilină

### C04AE Alcaloizi dinergot
C04AE01 Mesilați de ergolid
C04AE02 Nicergolină
C04AE04 Dihidroergocristină
C04AE51 Mesilați de ergolid, combinații
C04AE54 Dihidroergocristină, combinații

### C04AFEnzime
C04AF01 Kallidinogenază

### C04AX Alte vasodilatatoare periferice
C04AX01 Ciclandelat
C04AX02 Fenoxibenzamină
C04AX07 Vincamină
C04AX10 Moxisilit
C04AX11 Benciclan
C04AX17 Vinburnină
C04AX19 Sulcotidil
C04AX20 Buflomedil
C04AX21 Naftidrofuril
C04AX23 Butalamină
C04AX24 Visnadină
C04AX26 Cetiedil
C04AX27 Cinepazidă
C04AX28 Ifenprodil
C04AX30 Azapetină
C04AX32 Fasudil